# Pseudorhaphitoma kilburni
Pseudorhaphitoma kilburni é uma espécie de gastrópode do gênero Pseudorhaphitoma, pertencente a família Mangeliidae.